# محمدجواد زاده کمند
محمدجواد زاده کمند سرتیپ پاسدار فرماندهی انتظامی جمهوری اسلامی ایران است، که هم‌اکنون به‌عنوان معاون نیروی انسانی ستاد کل نیروهای مسلح فعالیت می‌کند، همچنین فرماندهی قرارگاه مرکزی مهارت‌آموزی کارکنان وظیفه نیروهای مسلح را برعهده دارد.
وی در خلال جنگ ایران و عراق از اعضای سپاه پاسداران انقلاب اسلامی بود و از اوایل دهه ۱۳۸۰ تا سال ۱۳۸۶ به‌عنوان معاون آموزش نیروی انسانی ستاد مشترک سپاه پاسداران فعالیت می‌کرد.
زاده کمند در فاصله سال‌های ۱۳۸۶ تا ۱۳۸۹ ریاست سازمان وظیفه عمومی ناجا را برعهده داشت، از ۱۳۸۹ تا ۱۳۹۱ معاون نیروی انسانی نیروی انتظامی بود، از ۱۳۹۱ تا ۱۳۹۵ به‌عنوان جانشین معاون هماهنگ‌کننده نیروی انتظامی (جانشین رئیس ستاد نیروی انتظامی) فعالیت می‌کرد و از خردادماه ۱۳۹۵ معاون نیروی انسانی رئیس ستاد کل نیروهای مسلح است. او در سال ۱۳۹۱ درجه سرتیپی را دریافت کرد.